# Epinotia
Epinotia is een geslacht van vlinders uit de familie van de bladrollers (Tortricidae).

## Soorten
- E. abbreviana (Fabricius, 1794)
- E. abnormana Kuznetsov, 1973
- E. absconditana (Walker, 1863)
- E. accessa Heinrich, 1931
- E. aciculana Falkovich, 1965
- E. aethopa Diakonoff, 1984
- E. albangula (Walsingham, 1879)
- E. albangulana (Walsingham, 1879)
- E. albicapitana (Busck, 1914)
- E. albiguttata (Oku, 1974)
- E. albimaculata Kuznetsov, 1976
- E. albocephalaeis
- E. algeriensis Chambon, 1990
- E. ancyrota Meyrick
- E. anepenthes Razowski & Trematerra, 2010
- E. antonoma Falkovich, 1965
- E. aquila Kuznetsov, 1968
- E. araea Diakonoff, 1983
- E. arctostaphylana (Kearfott, 1904)
- E. aridos Freeman, 1960
- E. atacta Diakonoff, 1992
- E. balsameae Freeman, 1965
- E. biangulana (Walsingham, 1879)
- E. bicolor (Walsingham, 1900)
- E. bicordana Heinrich, 1923
- E. bigemina Heinrich, 1923
- E. bilunana Haworth, 1811 - Witte oogbladroller
- E. biscutana Wocke, 1862
- E. bispina Razowski & Wojtusiak, 2008
- E. biuncus Razowski & Wojtusiak, 2008
- E. blanditana (Kuznetsov, 1988)
- E. bricelus Diakonoff, 1992
- E. brunnichana (Linnaeus, 1767)
- E. bushiensis Kawabe, 1980
- E. canthonias (Meyrick, 1920)
- E. caprana (Fabricius, 1798)
- E. caracae Razowski & V.O. Becker, 2014
- E. castaneana (Walsingham, 1895)
- E. cedricida Diakonoff, 1969
- E. celtisana (Riley, 1881)
- E. cineracea Nasu, 1991
- E. cinereana (Haworth, 1811)
- E. clasta Diakonoff, 1983
- E. columbia (Kearfott, 1904)
- E. contrariana (Christoph, 1882)
- E. corylana McDunnough, 1925
- E. coryli Kuznetsov, 1970
- E. corynetes Diakonoff, 1982
- E. crenana (Hübner, 1799)
- E. cruciana (Linnaeus, 1761)
- E. chalsocia Razowski & V.O. Becker, 2014
- E. dalmatana (Rebel, 1891)
- E. demarniana (Fischer v. Roslerstamm, 1840) - Berkenoogbladroller
- E. densiuncaria Kuznetsov, 1985
- E. digitana Heinrich, 1923
- E. dorsifraga Diakonoff, 1970
- E. elatana Falkovich, 1965
- E. emarginana (Walsingham, 1879)
- E. ethnica Heinrich, 1923
- E. evidens Kuznetsov, 1971
- E. festivana (Hübner, 1799)
- E. fraternana (Haworth, 1811) - Gezoneerde oogbladroller
- E. fujisawai Kawabe, 1993
- E. fumoviridana Heinrich, 1923
- E. gimmerthaliana (Lienig & Zeller, 1846)
- E. granitana (Herrich-Schäffer, 1851) - Tweestreepoogbladroller
- E. griseiblema Razowski & V.O. Becker, 2014
- E. hamptonana (Kearfott, 1907)
- E. hesperidana Kennel, 1921
- E. heucherana Heinrich, 1923
- E. hopkinsana (Kearfott, 1907)
- E. huatuscana Razowski & V.O. Becker, 2014
- E. huebneriana (Koçak, 1980)
- E. huroniensis Brown, 1980
- E. hypsidryas (Meyrick, 1925)
- E. immundana Fischer von Röslerstamm, 1839 - Elzenoogbladroller
- E. imparana Müller-Rutz, 1914
- E. improvisana Heinrich, 1923
- E. indecorana (Zetterstedt, 1839)
- E. infausta (Walsingham, 1881)
- E. infuscana (Walsingham, 1879)
- E. kasloana McDunnough, 1925
- E. keiferana Lange, 1937
- E. kochiana (Herrich-Schäffer, 1851)
- E. lindana (Fernald, 1892)
- E. liturana (Walsingham, 1879)
- E. lomonana (Kearfott, 1907)
- E. maculana (Fabricius, 1775) - Populierenoogbladroller
- E. madderana (Kearfott, 1907)
- E. majorana (Caradja, 1916)
- E. medioplagata (Walsingham, 1895)
- E. medioviridana (Kearfott, 1908)
- E. mercuriana (Frolich, 1828)
- E. meritana Heinrich, 1923
- E. mesopotamica Obraztsov, 1952
- E. miscana (Kearfott, 1907)
- E. mniara Diakonoff, 1992
- E. momonana (Kearfott, 1907)
- E. monticola Kawabe, 1993
- E. munda Diakonoff, 1983
- E. myricana McDunnough, 1933
- E. nanana (Treitschke, 1835) - Kleine oogbladroller
- E. nebulosana (Packard, 1867)
- E. nemorivaga (Tengstrom, 1848)
- E. nielseni (Kawabe, 1989)
- E. nigralbana (Walsingham, 1899)
- E. nigralbanoidana McDunnough, 1929
- E. nigricana (Herrich-Schäffer, 1851) - Zwarte oogbladroller
- E. nisella (Clerck, 1759) - Variabele oogbladroller
- E. nonana (Kearfott, 1907)
- E. normanana Kearfott, 1907
- E. notoceliana Kuznetsov, 1985
- E. obraztsovi Agenjo, 1966
- E. patriciana (Walsingham, 1914)
- E. penkleriana Fischer von Röslerstamm
- E. pentagonana (Kennel, 1901)
- E. penthrana Bradley, 1965
- E. perplexana (Fernald, 1901)
- E. phorminx Razowski & V.O. Becker, 2014
- E. phyloeorrhages Diakonoff, 1970
- E. piceicola Kuznetsov, 1970
- E. pinicola Kuznetsov, 1969
- E. plumbolineana Kearfott, 1907
- E. potosicole Razowski & V.O. Becker, 2014
- E. proximana Herrich-Schäffer
- E. pulsatillana (Dyar, 1903)
- E. pullata (Falkovich, 1962)
- E. purpuriciliana (Walsingham, 1879)
- E. pusillana (Peyerimhoff, 1863)
- E. pygmaeana (Hübner, 1799) - Witvleugeloogbladroller
- E. radicana (Walsingham, 1879)
- E. ramella Linnaeus, 1758
- E. rectiplicana (Walsingham, 1879)
- E. removana McDunnough, 1935
- E. rhododendrana Herrich-Schäffer
- E. rubiginosana (Herrich-Schäffer, 1851) - Dennenoogbladroller
- E. rubricana Kunetzov, 1968
- E. ruidosana Heinrich, 1923
- E. safidana Razowski, 1963
- E. sagittana McDunnough, 1925
- E. salicicolana Kuznetsov, 1968
- E. selenana (Mabille, 1900)
- E. seorsa Heinrich, 1924
- E. septemberana Kearfott, 1907
- E. shikokuensis Kawabe, 1984
- E. signatana (Douglas, 1845) - Bruine oogbladroller
- E. signiferana Heinrich, 1923
- E. silvertoniensis Heinrich, 1923
- E. sinuncus Razowski & V.O. Becker, 2014
- E. slovacica Patocka & Jaros, 1991
- E. solandriana Linnaeus, 1758
- E. solicitana (Walker, 1863)
- E. sordidana (Hübner, 1824) - Grauwe oogbladroller
- E. sotipena Brown, 1986
- E. sperana McDunnough, 1935
- E. sticta Razowski & V.O. Becker, 2014
- E. subocellana (Donovan, 1806) - Wilgenoogbladroller
- E. subplicana (Walsingham, 1879)
- E. subsequana (Haworth, 1811) - Pyramide-oogbladroller
- E. subuculana (Rebel, 1903)
- E. subviridis Heinrich, 1929
- E. tamaensis Kawabe, 1974
- E. tedella Clerck, 1759 - Sparrenoogbladroller
- E. tenerana (Denis & Schiffermüller, 1775) - V-oogbladroller
- E. terracoctana (Walsingham, 1879)
- E. tetraquetrana (Haworth, 1811) - Vierkantoogbladroller
- E. thaiensis Kawabe, 1995
- E. thapsiana (Zeller, 1847) - Gehoekte oogbladroller
- E. tianshanensis Liu & Nasu, 1993
- E. toshimai (Kawabe, 1978)
- E. transmissana (Walker, 1863)
- E. trigonella (Linnaeus, 1758)
- E. trimaculana (Donovan, 1806)
- E. trossulana (Walsingham, 1879)
- E. tsugana Freeman, 1966
- E. ulmi Kuznetsov, 1966
- E. ulmicola Kuznetsov, 1966
- E. unica Heinrich, 1923
- E. unisignana Kuznetsov, 1962
- E. vagana Heinrich, 1923
- E. vertumnana (Zeller, 1875)
- E. walkerana (Kearfott, 1907)
- E. xandana (Kearfott, 1907)
- E. xyloryctoides Diakonoff, 1992
- E. yoshiyasui Kawabe, 1989
- E. zandana (Kearfott, 1907)